# Ischaemum celebicum
Ischaemum celebicum är en gräsart som beskrevs av Pieter Jansen. Ischaemum celebicum ingår i släktet Ischaemum och familjen gräs. Inga underarter finns listade i Catalogue of Life.